# Kinnór
A kinnór (héber כִּנּוֹר) a lírák családjába tartozó, az ókori közel-keleten elterjedt húros hangszer. Neve a héber Bibliában gyakran előfordul, a magyar biblia-fordításokban legtöbbször „hárfa”, „lant”, „citera”, néhol „hegedű”. Az ószövetségi Dávid király „hárfája” valójában kinnór. A Bibliában gyakran szerepel együtt a nével nevű pengetős hangszerrel.

## Neve
A kinnór szó hangszernévként már a Kr. e. 3. évezred közepétől, bibliai előfordulását jóval megelőzve megtalálható az ókori közel-keleten héber, hurri, ugariti, óarámi (כִּנָּרָא kinnárá), föníciai, valamint – sémi jövevényszóként – egyiptomi (kn-3n-3ur) írott forrásokban. A későbbi sémi nyelvekben – az etióp kivételével – szintén szerepel, származékai pedig indoeurópai nyelvekben, a hettitában, szanszkritban, ógörögben is jelen vannak. Úgy tűnik, egy ismeretlen eredetű, földrajzi és nyelvi határokon átívelő kulturális fogalomról van szó.
A kinnór az Ószövetségben a hangszerek között hangsúlyos szerepet tölt be, neve 42-szer szerepel a Szentírásban. Mibenlétére, felépítésére ugyanakkor alig van utalás, így hangszertani besorolása, a korabeli hangszer-ikonográfiával való egybevetése nem könnyű.
Már a héber Biblia Kr. e. 300 körül készült görög fordítása, a Septuaginta is bizonytalan a kinnór hangszernév tolmácsolásában, leggyakrabban a kithara, kinüra, ritkábban a pszaltérion, organon szavaknak felelteti meg, míg az 5. század elején készült latin nyelvű Vulgata a cithara, lyra, psalterium, organum kifejezéseket használja. A kithara, lyra szavak az ókorban járomlantokat jelöltek, olyan hangszereket, melyeknek nagyjából azonos hosszúságú húrjai egy hangszertestből kiindulva a testből kinyúló két kart összekötő keresztrúdhoz futnak, és amelyeket legtöbbször pengetővel, pléktronnal szólaltatnak meg. A pszaltérion ezzel szemben a mai hárfára hasonlító, jellemzően kézzel, ujjakkal pengetett hangszerek gyűjtőfogalma, melyek húrjai a hangolásuknak megfelelően fokozatosan változó hosszúságúak, így az egész hangszer háromszöghöz közeli formájú.

## Leírása
A mai hangszertudomány a kinnórt – régészeti bizonyítékok alapján – egyértelműen a járomlantokhoz, a lírafélékhez sorolja, egyszerűen azért, mert a Kánaánt, az ókori Izraelt, Palesztinát felölelő területeken talált régészeti leleteken alig-alig fordul elő a líraféléken kívül más húros hangszer ábrázolása. Napjainkban több, mint 30 ilyen líraábrázolás ismert a Kr. e. 2. évezred elejétől a Kr. u. 3. századig terjedő időszakból, ezeket a tudósok négy fő típusba sorolják:
1. nagy, aszimmetrikus lírák széttartó karokkal, tégla alakú hangszertesttel;
2. kisebb, szimmetrikus lírák lekerekített vagy tégla alakú testtel;
3. aszimmetrikus lírák párhuzamos karokkal, tégla alakú testtel;
4. szimmetrikus lírák a test oldalából kiinduló, szarvszerű karokkal, lekerekített testtel.[4]

Líraábrázolás a Beni Hasszáni falfestményen, Kr. e. 1900.

Sémi, nomád néphez kapcsolódó líraábrázolás található még a Beni Haszáni sírok egyikének falfestményén kb. Kr. e. 1900-ból, az Ókori egyiptomi középbirodalom idejéből; egy Kr. e. 700 körül készült ninivei asszír domborművön pedig, amely Szín-ahhé-eríba lákisi hódítását ábrázolja (Lákis ostroma), három júdeai fogoly kezében látható aszimmetrikus formájú líra.
A kinnór mindezek alapján nagyjából a görög kitharához hasonlítható dobozlíra lehetett. Építési anyagáról annyi tudható meg a Bibliából, hogy Salamon idejében egy bizonyos értékes almug faanyagot importáltak Libanonból, amit többek között kinnór készítésére is felhasználtak. Iosephus Flavius egy elektrum nevű anyagot jelöl meg a kinnór (és a nével) anyagaként, ez ebben az esetben egy arany–ezüst ötvözetet jelent, és inkább e hangszerek burkoló, díszítő vagy szerkezeti részeit alkothatta.
Az ábrázolások alapján nem lehet biztonsággal megállapítani a kinnór húrjainak számát, erre vonatkozó írott források pedig csak Biblia utáni időkből maradtak fenn. Iosephus Flavius (1. század) szerint ez tíz, Jeromos egyházatya (4–5. század) szerint hat, a Babilóniai Talmud szerint hét. A Jeruzsálemi Talmud mindössze annyit árul el, hogy a kinnór kevesebb húrral van felszerelve, mint a nével, és ezzel más források is egyetértenek. A húrok juhbélből készültek, a Misna szerint a kinnórnál a vékonybelekből, nem a vastagokból, mint a nével esetében.

## Használata

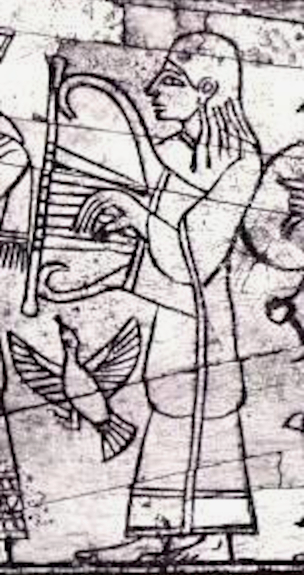
Megiddó, lírajátékos Kr.e. 1350-1150 között. A tudósok ezt a műszert valószínűleg rokonként azonosították Kinnór. A vaskorszakban Megiddó királyi város volt a Királyságban) Izraelé.

Az ábrázolásokon a kinnórt a testhez szorítva legtöbbször ferdén vagy vízszintes helyzetben tartják, az aszimmetrikus formájú hangszerek esetén a hosszabbik kar, tehát valószínűleg a mélyebb hangok vannak felül, a zenészhez közelebb. Általában plektrummal szólaltatták meg, de esetenként ujjakkal is pengethették, például mikor Dávid Sault nyugtatta lírajátékával. Ének kíséretére használták egymagában vagy más hangszerekkel, elsősorban a névellel együtt. Az Ótestamentum szerint templomi hangszerként való alkalmazását Dávid király vezette be (1Krón 15:16).
Az Ószövetségi írások alapján elmondható, hogy a kinnórt meglepően sokféle alkalomkor használták. Időrendben első előfordulásakor a zenészek mesterségének szimbólumaként jelenik meg (Ter 4:21). Szerepet kap a világi ünnepségeken, lakomákon (Ter 31:27; Iz 24:8; 5:12) szomorúság és gyász idején (Jób 30:31), Isten dicséretekor és a frigyláda szállításakor, Jeruzsálem kőfalának felszentelésekor (2Sal 6:5; 1Krón 15:16; Zsolt 43:4; 98:5; 149:3; 150:3; Neh 12:27). Ugyanakkor az „elfeledett parázna nő”, sőt a gonoszok is pengetik (Iz 23:16; Jób 21:12), de hangja megkönnyebbülést hoz a betegnek (1Sám 16:16; 16:23), próféták extázisát festi alá (1Sám 10:5). Ézsaiás próféta apokalipszisében a „kinnór vidámságának” megszűnése a végítéletet jelzi (Iz 24:8), „Babilon folyóvizeinél” az elnémult, fára akasztott kinnór a számkivetettség, a honvágy szimbóluma (Zsolt 137:2).